# 班傑明·弗蘭克爾
班傑明·摩西·弗蘭克爾（英語：Benjamin Moses Frankel；1897年—1927年），美國拉比，世上第一個希勒爾猶太組織的創始人，他在伊利諾伊大學厄巴納-香檳分校創建了第一個希勒爾（Hillel）。

## 早年生出活
班傑明·摩西·弗蘭克爾於1897年9月15日出生於美國伊利諾伊州皮奧里亞，是Meir Katzenellenbogen的後代。弗蘭克爾後來與弗洛倫斯·科尼斯堡(Florence Koenigsberg）結婚，但從未有過孩子。休他有三個兄弟：哈裡、山姆爾以及孟德爾.約瑟夫，還有兩個姐妹：基特爾和格特魯德他。

## 職業生涯
弗蘭克爾畢業於希伯來聯合學院（Hebrew Union College），獲得拉比學位，1923年26歲時正式受聘。愛德華·昌西·鮑德溫（Edward Chauncey Baldwin）是伊利諾大學（University of Illinois）的英語教授，他曾游說芝加哥的猶太商人，尤其是拉比路易斯·曼（Louis Mann），聘請一位拉比，在伊利諾大學的校園裡建立猶太人的生活。弗蘭克爾被任命為第一個在西奈山聖殿兼職的拉比，同時也是第一個校園牧師。他將這個組織命名為“希勒爾”，作為猶太人終身學習和多元主義的像征。隨後弗蘭克爾與來自伊利諾大學的一小群猶太學生密切合作，這群人努力尋求在美國人和猶太人兩個不同身份之間的平衡，並開始在香檳市中心的一家理髮店裡正式集會。儘管Frankel和他的學生擁有穩定的基礎設施、空間和社區支持的預算，隨著時間的推移，他們意識到為了維持和擴大他們的組織，他們需要更多的支持和資源，所以弗蘭克爾向B'nai B'rith尋求資助。1925年，弗蘭克爾說服B'nai B'rith接受了這個組織。他的籌款很快將這個兼職學生計畫發展成一個全職組織。沒過多久，威斯康星大学（1924年）、俄亥俄州立大學（1925年）和密歇根大學（1926年）也在各自的校園開設了Hillel。

## 逝世
拉比弗蘭克爾於1927年死於心臟病，享年30歲。弗蘭克爾的工作由拉比曼恩（Mann）接手，直到1933年。在接下來的幾十年裡，希勒爾繼續發展他們的規模，擴展到200所學院和大學，包括在紐約、 華盛頓特區的大學、加拿大以及古巴。戴維·金利（David Kinley）是伊利諾大學第一位經濟學系主任，後來在1920年成為校長。1928年1月20日，他在《伊利諾日報》和《希勒爾雜誌》上寫道:“雖然我與拉比弗朗克爾並不熟悉，但我知道他人對他有很高的評價。他給我的印象是一個有理想、有宗教熱情的人，對他手下的年輕人充滿熱情。在我們的大學生活中，我們將會懷念這種正面的影響力。我們將懷念他親切友善的問候，他熱情的握手，他愉快的微笑和鼓勵。”
1. ↑  . geni_family_tree. 2022-04-28  [2024-04-03]. （原始内容存档于2022-07-03） （美国英语）.
2. 1 2  . Hillel International.   [2024-04-03]. （原始内容存档于2024-09-17） （英语）.